# Aérodrome d'Impfondo
L'aérodrome d'Impfondo (code IATA : ION • code OACI : FCOI) est un aéroport desservant la ville d'Impfondo, République du Congo.

## Situation
| Impfondo Brazzaville Ouésso Pointe-Noire Owando Ollombo |

## Compagnies aériennes et destinations
| Compagnies             | Destinations |
| ---------------------- | ------------ |
| Canadian Airways Congo | Brazzaville, |

Actualisé le 20/10/2023